# Пушновский сельсовет
Пушновский сельсовет — сельское поселение в Боградском районе Хакасии.
Административный центр — село Пушное.

## История
Статус и границы сельского поселения установлены Законом Республики Хакасия от 7 октября 2004 года № 68 «Об утверждении границ муниципальных образований Боградского района и наделении их соответственно статусом муниципального района, сельского поселения»

## Население
| 2002 | 2010 | 2012 | 2013 | 2014 | 2015 | 2016 |
| ---- | ---- | ---- | ---- | ---- | ---- | ---- |
| 680  | ↘662 | ↘624 | ↘609 | ↘578 | ↗587 | ↘558 |
| 2017 | 2018 | 2019 | 2020 | 2021 |      |      |
| ↘555 | ↘553 | ↘541 | ↘526 | ↘508 |      |      |

## Состав сельского поселения
В состав сельского поселения входят 2 населённых пункта:
| № | Населённый пункт | Тип населённого пункта       | Население |
| - | ---------------- | ---------------------------- | --------- |
| 1 | Пушное           | село, административный центр | ↗616      |
| 2 | Цветногорск      | посёлок                      | ↘46       |

## Местное самоуправление
Администрация
с. Пушное, Зеленая, 8
Глава администрации
- Гуска Виталий Васильевич